# كوميديا إنسانية
الكوميديا الإنسانية (بالإسبانية: Comedia humanística)‏ هي نوع أدبي ذو طابع تعليمي، ظهر في بداية فترة الإنسانية بأهداف تربوية. وتكتب الكوميديا الإنسانية باللغة اللاتينية، وهي لغة الإنسانية في عصر النهضة. وظهر هذا النوع في القرن الخامس عشر فيما بين حدود العصور الوسطى وعصر النهضة. وتبرز دراما لا ثلستينا كعملا ينتمي إلى الكوميديا الإنسانية.
وهي عبارة عن أعمال حوارية نثرية وصُممت للقراءة، لا للتمثيل. وتتناول القضايا الراهنة، مع الاهتمام خاصة بالطبقات الدنيا مع كل ما هو خلاب في الحياة اليومية؛ والتي يتعامل بها الحوار، والذي هو البنية الرئيسية، مع تقنية أدبية جيدة بالإضافة إلى كثرة المصادر التعبيرية. فيما كانت الحجة بسيطة وتتطور ببطء بداية من الحوار مع بعض الملاحظات القليلة أو المعددومة. بينما كانت معالجة المكان والزمن مرنة جدا، لأن الغرض من كتابتها حينذاك لم يهدف لعرضها.
وكما هو الحال بالنسبة للكوميديا اللاتينية، فإنها كانت تحمل نهاية سعيدة وممتعة للجمهور، وذلك ووفقا لهدفها التعليمي. ولا عجب في امكانية البحث عن سلف الكوميديا الإنسانية في الكوميدية اللاتينية لترنتيوس وبلاوتو. وبالمثل يوجد نوعا مماثلا للكوميديا الإنسانية مخصصا للدراما. ولكن ليس من الضروري أن تكون نهاية هذا النوع من الكوميديا نهاية سعيدة للجمهور أو من بطولة الناس من الطبقة الدنيا.